# Camponotus xerxes
Camponotus xerxes é uma espécie de inseto do gênero Camponotus, pertencente à família Formicidae.